# Natalino Otto
Natalino Otto, pseudonimo di Natale Codognotto (Cogoleto, 24 dicembre 1912 – Milano, 4 ottobre 1969), è stato un cantante, batterista e produttore discografico italiano, tra i protagonisti del genere swing in Italia.

## Biografia

### Primi anni
Iniziò a lavorare come sarto. Giovanissimo, prese lezioni di musica e suonò come batterista con gruppi musicali di Genova. A sedici anni si imbarcò sul transatlantico Conte di Savoia come batterista di bordo; qui assunse il nome d’arte di Natalino Otto e cantava i ritornelli con un megafono.
Nel 1935 a New York conobbe Gene Krupa (che gli aveva procurato una scrittura presso un'emittente radiofonica italo-americana) e strinse amicizia con Joe Venuti, che gli propose di trasferirsi in America, ma Natalino, dopo aver attraversato l'Atlantico per 38 volte, il 18 novembre 1935 sbarcò definitivamente a Genova.

### Il definitivo rientro in Italia
Dall'America, oltre all'esperienza di aver ascoltato e suonato la musica d'oltreoceano, i nuovi generi musicali jazz e swing, aveva portato dischi, spartiti e un microfono che sostituirà il vecchio megafono.
Rientrato in Italia, si unì all'orchestra da ballo del violinista Franco Grassi; in seguito si trasferì a Roma, dove si esibì con l'orchestra di Armando Fragna e, quando quest'ultimo arrivò alla radio, Natalino andò a Milano. Qui lavorò col sassofonista Ettore Pierotti e, nel 1937, incontrò per la prima volta Gorni Kramer con il quale, nell'estate di due anni dopo a Viareggio, cominciò quello che sarebbe stato un lungo sodalizio, proponendo un repertorio di musiche jazz.
Nel frattempo suonò ancora nell' Orchestra di Swing di Ettore Pierotti, esibendosi a Torino al Salone de La Stampa, nella formazione con Aldo Frazzi al pianoforte, Amedeo D'Ambrosio all'armonica, Fausto Turchini al contrabbasso, Pierotti al sax e al violino e Natalino Otto alla batteria, con grande successo; sempre a Torino entrò nell'Orchestra del Ritrovo Rossi di Torino diretta da Antonio Mulazzi, anche lui sassofonista, con cui incise i primi 78 giri per la Columbia.
A causa della proposta di un repertorio innovativo, fortemente ispirato alla musica americana del periodo, si dovette scontrare con la realtà italiana, dove ogni influenza esterofila era vietata. Fu costretto a cambiare i titoli di alcune canzoni: Saint Louis Blues fu tradotto letteralmente in Le tristezze di San Luigi (o di St. Louis, secondo le versioni), Mister Paganini divenne Maestro Paganini. L'EIAR, l'ente radiofonico di stato, non trasmetteva i suoi pezzi, definiti "barbara antimusica negra".
Escluso dalla radio, il cantante ligure si dedicò alle molte incisioni discografiche e ai molti spettacoli teatrali, sempre in stretta collaborazione con l'orchestra del maestro Gorni Kramer. In poco tempo riuscì a conquistare il pubblico attraverso i suoi dischi: caso raro, se non unico per l'epoca, di un cantante arrivato al successo senza passare per la radio. I suoi pezzi swing facevano ballare gli italiani e gli meritarono il titolo di "Re del ritmo". Otto si inserì nel filone musicale inaugurato in Italia dall'etichetta Fonit che, in barba alle disposizioni del regime fascista, tentava di importare musica d'oltreoceano "proibita" e di riproporla anche in versione italianizzata.
Nel 1938, insieme a Kramer, arrivò all'EIAR, ma i due poco dopo vennero allontanati dalla radio; partirono dunque per delle tournée all'estero. Al rientro in Italia, vennero loro sequestrati i passaporti. Nonostante alcuni cantanti dallo stile esotico (Alberto Rabagliati, il Quartetto Cetra e Ernesto Bonino) fossero riusciti a entrare nelle simpatie della radio di stato, Natalino Otto continuò a subire l'ostracismo; tuttavia i suoi dischi andavano a ruba.
Negli anni '40 lavorò nel cinema, con ruoli di cantante in alcuni film. Fu il protagonista di Tutta la città canta diretto da Riccardo Freda nel 1943, partecipò anche ai film La casa senza tempo e  Carosello del varietà.
Nel 1944 pubblicò il suo primo brano di grande successo Perduto amore (in cerca di te).
Dopo la fine della guerra e con l'avvento della democrazia, finalmente Natalino si poté godere il successo; tuttavia i suoi rapporti con la Rai rimasero occasionali.

### Festival di Sanremo

Flo Sandon's e Natalino Otto con la loro figlia Silvia nel 1956

Negli anni cinquanta, con la nascita del Festival di Sanremo, si aprì una nuova stagione nella musica italiana. Natalino nel 1953 venne invitato a Sanremo per sostituire Teddy Reno, che però andò in scena febbricitante, per cui l'occasione fu rimandata all'anno successivo.
Natalino Otto partecipò a cinque edizioni del Festival di Sanremo. Nel 1954 si piazzò al quarto posto con Notturno ed il suo miglior piazzamento fu il terzo posto nel 1955 con il brano Canto nella valle.
 Il 2 giugno 1955 sposò la cantante Flo Sandon's e i due vennero scritturati assieme dalla Rai. Nel 1957 ritornò al Festival di Sanremo, prese parte al Festival di Venezia e alla trasmissione radiofonica Voci e volti della fortuna. Negli anni successivi tornò nuovamente al Festival di Sanremo, ma ben presto rimarrà al di fuori della manifestazione, incidendo comunque dischi di successo. Nel 1950 fondò la casa discografica Bolero, la prima ad accettare canzoni di Fred Buscaglione.

### Gli anni sessanta e la morte
Nel 1960 prese parte, insieme a Flo Sandon's, a una serie di sketch della rubrica televisiva Carosello, pubblicizzando il sapone della Lico-Phar.
Nello stesso anno affiancò all'attività di cantante, oltre a quella già esistente dal 1950 di editore musicale, quella di produttore discografico, fondando l'etichetta Telerecord e dedicandosi anche all'organizzazione di spettacoli e alla ricerca di materiale musicale dimenticato; ripubblicò inoltre con la sua casa discografica nuovi arrangiamenti delle sue vecchie canzoni, reincise con i Gentlemen, che diventarono il suo complesso formato da Pupo De Luca alla batteria, Paolo Salonia oppure Giorgio Azzolini al basso, Franco Cerri oppure Alberto Pizzigoni alla chitarra, Enrico Intra al piano, Giancarlo Barigozzi al flauto e Glauco Masetti al sax.
Morì nell'ottobre 1969, all'età di 56 anni, stroncato da un secondo attacco cardiaco, dopo essere stato colpito da infarto una settimana prima.

### Un repertorio di oltre duemila brani
(Larici-Rastelli-Ravasini, La classe degli asini)
Natalino Otto fu un cantante molto prolifico. Arrivò a incidere oltre duemila canzoni. Tra quelle di maggior successo, Biriei, il suo brano di esordio, In cerca di te (perduto amor), Ho un sassolino nella scarpa, Mamma voglio anch'io la fidanzata (il cui ritornello è stato campionato nel brano rap degli Articolo 31 La fidanzata), Birimbo birambo, Mister Paganini, Polvere di stelle (di cui incise anche una seconda versione nel 1960), Op op trotta cavallino, Natalino studia canto, Lungo il viale, La classe degli asini, No Jazz, Fidanzatina, Laura (ottima versione con i Gentlemen sempre nel 1960) e, quale tributo in lingua genovese (come autori la coppia Reverberi - Calabrese) ricordiamo Baexinna del 1965.

## Omaggi
- Il pianista Italo Salizzato ha inciso nel 1983, per le edizioni Gustavo Gori, la sua composizione intitolata A spasso con Natalino Otto, a lui dedicata
- Nel 2007 il cantautore romano Pierluigi "Piji" Siciliani gli ha dedicato il brano L'Ottovolante, che ha vinto l'edizione del Premio L'Isola che non c'era di quell'anno e il IX Premio Un giorno insieme - Augusto Daolio - Città di Sulmona
- Nel 2011 la figlia Silvia ha raccolto i taccuini e le memorie del padre Natalino in un libro dal titolo Vendo ritmo - Natalino Otto 40+1 anni dopo (Edizioni Sabinae, 2011), in vendita con due CD, 50 brani rimasterizzati (di cui 5 dedicati a Flo Sandon's quale mini-tributo musicale) e un DVD strutturato come se fosse un docufilm sulla vita dell'artista
- Nel 2024, in occasione dei 55 anni dalla scomparsa, il Fidanza Jazz Combo ha pubblicato No Jazz. Omaggio a Natalino Otto. Una selezione di quindici brani tra i più e meno noti a firma di Natalino Otto, che ripercorrono la sua gloriosa carriera di cantante.[9]

## Filmografia parziale
- Gli ultimi giorni di Pompeo, regia di Mario Mattoli (1937)
- La casa senza tempo, regia di Andrea Della Sabbia (1945)
- Tutta la città canta, regia di Riccardo Freda (1945)
- Destinazione Sanremo, regia di Domenico Paolella (1959)